# پارک ملی دجتی
پارک ملی دجتی (به لاتین: Dajti National Park) یک پارک ملی و منطقه حفاظت‌شده در آلبانی است که در شهرستان تیرانا واقع شده‌است.